# أليساندرو بلان
أليساندرو بلان (بالإيطالية: Alessandro Ballan) مواليد 6 نوفمبر 1979 في إيطاليا، هو دراج إيطالي في صنف سباق الدراجات على الطريق.

## سباقات أو مراحل فاز بها
- طواف إسبانيا
- بطولة العالم لسباق الدراجات على الطريق

## الميداليات
| الميدالية | المسابقة                                    |
| --------- | ------------------------------------------- |
| فضية      | بطولة العالم لسباق الدراجات على الطريق 2012 |

## روابط خارجية
- أليساندرو بلان على موقع الاتحاد الدولي للدراجات (الإنجليزية)
- أليساندرو بلان على موقع أرشيف الدراجات (الإنجليزية)
- أليساندرو بلان على موقع إحصائيات الدراجات الإحترافية (الإنجليزية)
- أليساندرو بلان على موقع نسبة الدراجات (الإنجليزية)
- أليساندرو بلان على موقع CycleBase (الإنجليزية)
- أليساندرو بلان على موقع CONI honoured athlete website (الإيطالية)